# Mornshausen an der Salzböde
Mornshausen (bis zur Eingemeindung Mornshausen an der Salzböde, kurz Mornshausen a. S., mundartlich Mornshause) ist ein Dorf im Südosten des Hessischen Hinterlandes und als solches ein Stadtteil der Stadt Gladenbach im mittelhessischen Landkreis Marburg-Biedenkopf.

## Geographie
Mornshausen grenzt südöstlich an die Kernstadt Gladenbach, baulich mit ihr nahezu zusammengewachsen. Der Stadtteil liegt am nördlichen linken Ufer der Salzböde im Gladenbacher Bergland und damit im Naturpark Lahn-Dill-Bergland. Von der Gemarkungsfläche sind 239 Hektar bewaldet (Stand: 1961). Die höchste Erhebung ist im Süden der 448 Meter hohe bewaldete Dreisberg.

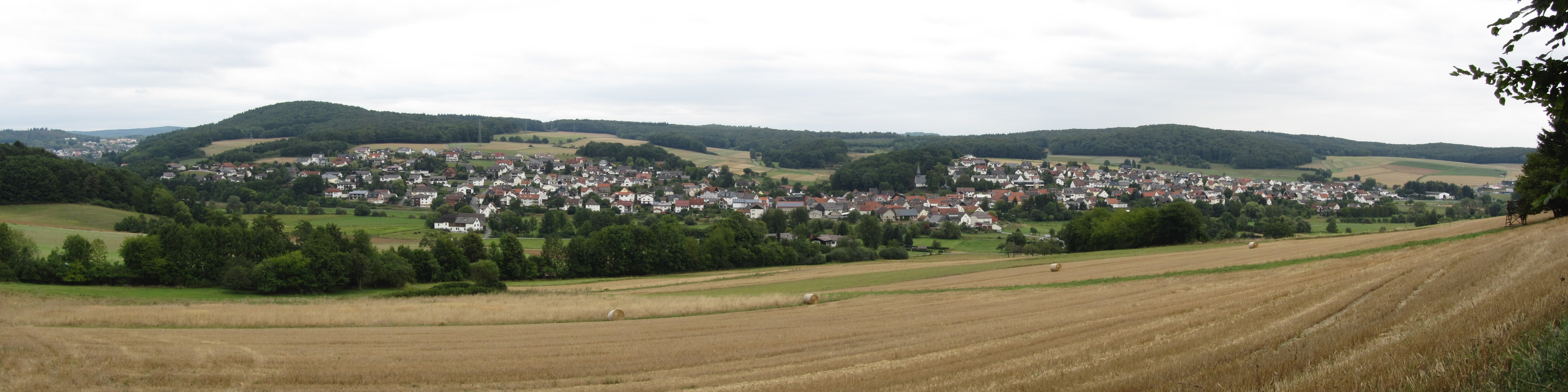
Panorama von Südwest (ganz links Gladenbach)

## Geschichte

### Ortsname
Vor der Eingemeindung in die Stadt Gladenbach hieß Mornshausen amtlich Mornshausen an der Salzböde oder kurz Mornshausen a. S. zur Unterscheidung von dem im selben Kreisgebiet gelegenen Mornshausen a. D. Neben der amtlichen existierten einige weitere Schreibweisen, wie Mornshausen/Salzböde oder Mornshausen (Salzböde). Die Schreibweisen mit Namenszusatz sind heute noch gelegentlich gebräuchlich.

### Ortsgeschichte
Die älteste bekannte schriftliche Erwähnung von Mornshausen erfolgte unter dem Namen Moroldeshusin im Jahr 1275.
Im Mittelalter wurde in der Gemarkung Silberbergbau betrieben, es entstand auch eine Schmelzhütte. Es sind bis heute noch mehrere Mühlen nachweisbar bzw. erhalten. Im Jahr 1924 wurde der bestehende Steinbruch erweitert.
In der Nähe von Mornshausen fand 1822 der Postraub in der Subach statt, der durch die Verfilmung Der plötzliche Reichtum der armen Leute von Kombach bekannt wurde.
Die Statistisch-topographisch-historische Beschreibung des Großherzogthums Hessen berichtet 1830 über Mornshausen:

„Mornshausen an der Salzböthe (L. Bez. Gladenbach) evangel. Filialdorf; liegt 1⁄4 St. von Gladenbach, und ist ein armes Dorf mit 68 Häusern und 415 evangelischen Einwohnern. Man findet 4 Mahlmühlen mit welchen 2 Oelmühlen verbunden sind. In der Nähe ist ein salziges Wasser entdeckt worden, worauf sich auch wahrscheinlich der Name Salzböthe, an welchem Bach der Ort liegt, bezieht.“

### Mornshausen als Ortsteil von Gladenbach
Zum 1. Juli 1974 erfolgte im Zuge der Gebietsreform in Hessen kraft Landesgesetz der Zusammenschluss der Stadt Gladenbach mit den Gemeinden Bellnhausen, Diedenshausen, Erdhausen, Friebertshausen, Frohnhausen b. Gladenbach, Kehlnbach, Mornshausen a. S., Rachelshausen, Römershausen, Rüchenbach, Sinkershausen, Weidenhausen und Weitershausen zu heutigen Stadt Gladenbach. Für alle ehemals eigenständigen Gemeinden und die Kernstadt Gladenbach wurden Ortsbezirke mit Ortsbeirat und Ortsvorsteher nach der Hessischen Gemeindeordnung gebildet.
In Mornshausen gab es bis 2001 eine Haltestelle der Aar-Salzböde-Bahn. Seit 2006 wurden die Gleisanlagen demontiert.

### Verwaltungsgeschichte im Überblick
Die folgende Liste zeigt die Staaten und Verwaltungseinheiten, denen Mornshausen angehört(e):
- vor 1567: Heiliges Römisches Reich, Landgrafschaft Hessen, Amt Blankenstein, Untergericht Gladenbach
- ab 1567: Heiliges Römisches Reich, Landgrafschaft Hessen-Marburg, Amt Blankenstein, Untergericht Gladenbach[11]
- 1604–1648: strittig zwischen Hessen-Kassel und Hessen-Darmstadt (Hessenkrieg)
- ab 1604: Heiliges Römisches Reich, Landgrafschaft Hessen-Kassel, Amt Blankenstein
- ab 1627: Heiliges Römisches Reich, Landgrafschaft Hessen-Darmstadt, Oberfürstentum Hessen, Amt Blankenstein, Untergericht Gladenbach[12][13]
- ab 1806: Großherzogtum Hessen,[Anm. 2] Fürstentum Oberhessen, Amt Blankenstein, Land- und Rügengericht[14]
- ab 1815: Großherzogtum Hessen, Provinz Oberhessen, Amt Blankenstein
- ab 1821: Großherzogtum Hessen, Provinz Oberhessen, Landratsbezirk Gladenbach[Anm. 3]
- ab 1832: Großherzogtum Hessen, Provinz Oberhessen, Kreis Biedenkopf
- ab 1848: Großherzogtum Hessen, Regierungsbezirk Biedenkopf
- ab 1852: Großherzogtum Hessen, Provinz Oberhessen, Kreis Biedenkopf
- ab 1867: Norddeutscher Bund[Anm. 4], Königreich Preußen,[Anm. 5] Provinz Hessen-Nassau,  Regierungsbezirk Wiesbaden, Kreis Biedenkopf (übergangsweise Hinterlandkreis)[13]
- ab 1871: Deutsches Reich, Königreich Preußen, Provinz Hessen-Nassau, Regierungsbezirk Wiesbaden, Kreis Biedenkopf
- ab 1918: Deutsches Reich (Weimarer Republik), Freistaat Preußen, Provinz Hessen-Nassau, Regierungsbezirk Wiesbaden, Kreis Biedenkopf
- ab 1932: Deutsches Reich, Freistaat Preußen, Provinz Hessen-Nassau, Regierungsbezirk Wiesbaden, Landkreis Dillenburg
- ab 1933: Deutsches Reich, Freistaat Preußen, Provinz Hessen-Nassau, Regierungsbezirk Wiesbaden, Landkreis Biedenkopf
- ab 1944: Deutsches Reich, Freistaat Preußen, Provinz Nassau, Landkreis Biedenkopf
- ab 1945: Amerikanische Besatzungszone,[Anm. 6] Groß-Hessen, Regierungsbezirk Wiesbaden, Landkreis Biedenkopf
- ab 1946: Amerikanische Besatzungszone, Hessen, Regierungsbezirk Wiesbaden, Landkreis Biedenkopf
- ab 1949: Bundesrepublik Deutschland, Hessen, Regierungsbezirk Wiesbaden, Landkreis Biedenkopf
- ab 1968: Bundesrepublik Deutschland, Hessen, Regierungsbezirk Darmstadt, Kreis Biedenkopf
- ab 1974: Bundesrepublik Deutschland, Hessen, Regierungsbezirk Kassel, Landkreis Marburg-Biedenkopf, Gemeinde Gladenbach[Anm. 7]
- ab 1981: Bundesrepublik Deutschland, Hessen, Regierungsbezirk Gießen, Landkreis Marburg-Biedenkopf, Gemeinde Gladenbach

### Gerichte seit 1821
Die Rechtsprechung gibt 1821 im Rahmen der Trennung von Justiz und Verwaltung auf die neu geschaffenen Landgerichte über. „Landgericht Gladenbach“ war daher von 1821 bis zur Abtretung an Preußen 1866 die Bezeichnung für das erstinstanzliche Gericht in Gladenbach. Für die Provinz Oberhessen wurde das Hofgericht Gießen als Gericht der zweiten Instanz eingerichtet. Übergeordnet war das Oberappellationsgericht Darmstadt.
Nach der Abtretung des Kreises Biedenkopf an Preußen infolge des Friedensvertrags vom 3. September 1866 zwischen dem Großherzogtum Hessen und dem Königreich Preußen wurde der Landgerichtsbezirk Gladenbach preußisch. Im Juni 1867 erging eine königliche Verordnung, die die Gerichtsverfassung im vormaligen Herzogtum Nassau und den vormals zum Großherzogtum Hessen gehörenden Gebietsteilen neu ordnete. Die bisherigen Gerichtsbehörden sollten aufgehoben und durch Amtsgerichte in erster, Kreisgerichte in zweiter und ein Appellationsgericht in dritter Instanz ersetzt werden. Im Zuge dessen erfolgte am 1. September 1867 die Umbenennung des bisherigen Landgerichts in Amtsgericht Gladenbach. Die Gerichte der übergeordneten Instanzen waren das Kreisgericht Dillenburg und das Appellationsgericht Wiesbaden.
Vom 1. Oktober 1944 bis 1. Januar 1949 gehörte das Amtsgericht Gladenbach zum Landgerichtsbezirk Limburg, danach aber wieder zum Landgerichtsbezirk Marburg. Am 1. Juli 1968 erfolgte die Aufhebung des Amtsgerichts Gladenbach, welches fortan nur noch als Zweigstelle des Amtsgerichts Biedenkopf fungierte. Am 1. November 2003 wurde diese Zweigstelle schließlich aufgelöst.

## Bevölkerung

### Einwohnerstruktur 2011
Nach den Erhebungen des Zensus 2011 lebten am Stichtag dem 9. Mai 2011 in Mornshausen 1356 Einwohner. Darunter waren 66 (= 4,7 %) Ausländer.
Nach dem Lebensalter waren 210 Einwohner unter 18 Jahren, 452 zwischen 18 und 49, 300 zwischen 50 und 64 und 294 Einwohner waren älter.
Die Einwohner lebten in 567 Haushalten. Davon waren 147 Singlehaushalte, 165 Paare ohne Kinder und 180 Paare mit Kindern, sowie 57 Alleinerziehende und 15 Wohngemeinschaften. In 18 Haushalten lebten ausschließlich Senioren/-innen und in 72 Haushaltungen leben keine Senioren/-innen.

### Einwohnerentwicklung
| Quelle: | Historisches Ortslexikon                                                  |
| • 1502: | 15 Männer                                                                 |
| • 1577: | 35 Hausgesesse                                                            |
| • 1630: | 34 Hausgesesse (9 zweispännige, 9 einspännige Ackerleute, 14 Einläuftige) |
| • 1742: | 78 Haushalte                                                              |
| • 1791: | 307 Einwohner                                                             |
| • 1800: | 313 Einwohner                                                             |
| • 1806: | 335 Einwohner, 56 Häuser                                                  |
| • 1829: | 415 Einwohner, 68 Häuser                                                  |

| Mornshausen: Einwohnerzahlen von 1791 bis 2020 | Mornshausen: Einwohnerzahlen von 1791 bis 2020 | Mornshausen: Einwohnerzahlen von 1791 bis 2020 | Mornshausen: Einwohnerzahlen von 1791 bis 2020 | Mornshausen: Einwohnerzahlen von 1791 bis 2020 |
| --- | ---------------------------------------------- | ---------------------------------------------- | ---------------------------------------------- | ---------------------------------------------- |
| Jahr |                                                |                                                |                                                | Einwohner                                      |
| 1791 | 1791                                           |                                                | 307                                            | 307                                            |
| 1800 | 1800                                           |                                                | 313                                            | 313                                            |
| 1829 | 1829                                           |                                                | 415                                            | 415                                            |
| 1834 | 1834                                           |                                                | 387                                            | 387                                            |
| 1840 | 1840                                           |                                                | 415                                            | 415                                            |
| 1846 | 1846                                           |                                                | 453                                            | 453                                            |
| 1852 | 1852                                           |                                                | 531                                            | 531                                            |
| 1858 | 1858                                           |                                                | 456                                            | 456                                            |
| 1864 | 1864                                           |                                                | 451                                            | 451                                            |
| 1871 | 1871                                           |                                                | 438                                            | 438                                            |
| 1875 | 1875                                           |                                                | 790                                            | 790                                            |
| 1885 | 1885                                           |                                                | 491                                            | 491                                            |
| 1895 | 1895                                           |                                                | 580                                            | 580                                            |
| 1905 | 1905                                           |                                                | 682                                            | 682                                            |
| 1910 | 1910                                           |                                                | 715                                            | 715                                            |
| 1925 | 1925                                           |                                                | 760                                            | 760                                            |
| 1939 | 1939                                           |                                                | 845                                            | 845                                            |
| 1946 | 1946                                           |                                                | 1.207                                          | 1.207                                          |
| 1950 | 1950                                           |                                                | 1.253                                          | 1.253                                          |
| 1956 | 1956                                           |                                                | 1.265                                          | 1.265                                          |
| 1961 | 1961                                           |                                                | 1.245                                          | 1.245                                          |
| 1967 | 1967                                           |                                                | 1.389                                          | 1.389                                          |
| 1980 | 1980                                           |                                                | ?                                              | ?                                              |
| 1990 | 1990                                           |                                                | ?                                              | ?                                              |
| 2000 | 2000                                           |                                                | 1.550                                          | 1.550                                          |
| 2006 | 2006                                           |                                                | 1.454                                          | 1.454                                          |
| 2011 | 2011                                           |                                                | 1.356                                          | 1.356                                          |
| 2015 | 2015                                           |                                                | 1.346                                          | 1.346                                          |
| 2020 | 2020                                           |                                                | 1.313                                          | 1.313                                          |
| Datenquelle: Historisches Gemeindeverzeichnis für Hessen: Die Bevölkerung der Gemeinden 1834 bis 1967. Wiesbaden: Hessisches Statistisches Landesamt, 1968. Weitere Quellen: LAGIS:; Ab 2000 Stadt Gladenbach (webarchiv); Zensus 2011 |                                                |                                                |                                                |                                                |

### Historische Religionszugehörigkeit
| Quelle: | Historisches Ortslexikon                                                     |
| • 1829: | 0415 evangelische Einwohner                                                  |
| • 1885: | 0489 evangelische, ein katholischer und ein anderer Christ                   |
| • 1961: | 1077 evangelische (= 86,51 %), 163 römisch-katholische (= 13,09 %) Einwohner |

### Historische Erwerbstätigkeit
| • 1961: | Erwerbspersonen: 141 Land- und Forstwirtschaft, 321 produzierendes Gewerbe, 70 Handel und Verkehr, 60 Dienstleistungen und sonstiges. |

## Politik

### Wappen und Flagge
Am 25. Mai 1964 genehmigte der Hessische Minister des Innern das Wappen mit folgender Beschreibung:
| Wappen von Mornshausen an der Salzböde | Blasonierung: „In Schwarz auf silbernem Dach (als Schildfuß) ein achteckiger rot befensterter von Kreuz und Hahn bekrönter silberner Dachreiter, zwischen je einem goldenen Eichenblatt mit Eichel.“ |
| Wappen von Mornshausen an der Salzböde | |

Die nichtamtliche Dorfflagge ist zweigeteilt in Gold und Schwarz; das Wappen ist in der Mitte aufgelegt.

## Infrastruktur

### Wanderweg
In Mornshausen beginnt ein Wanderweg entlang der historischen Postkutschenroute.

### Bildung
In Mornshausen gibt es eine Grundschule, ein Bürgerhaus und einen evangelischen Kindergarten.

### Verkehr
Die Landesstraße L 3048 führt im Salzbödetal von der Kernstadt durch Mornshausen weiter nach Lohra. In der Ortsmitte zweigt die Kreisstraße K 115 von der L 3048 nach Norden ab und führt nach Rüchenbach. Die RMV-Buslinie 383 verbindet Mornshausen mit Marburg und Bad Endbach.